# Николай Каразин
Николай Николаевич Каразин е руски офицер от български произход, капитан. Етнограф, художник, писател, публицист и академик. Участник в Руско-турската война (1877 – 1878). Военен кореспондент.

## Биография
Николай Каразин е роден на 4 ноември 1842 г. в Богодуховски уезд, Харковска губерния. Семейството е на потомствен дворяни. Внук на основателя на Харковския императорски университет Василий Каразин, правнук на полковник по време на Екатерина II, българин Назар Каразин. Ориентира се към военното поприще. Завършва 2-ри Московски Кадетски корпус (1862). Произведен е в първо офицерско звание прапорщик с назначение в Казанския драгунски полк.
Участва в потушаването на Полското въстание (1863 – 1864). Повишен е във военно звание щабскапитан.
Излиза в оставка от Руската армия и постъпва в Художествената академия (1865). Ученик на известния руски баталист Б. Вилевалд.
Отново постъпва в Руската армия (1867). Участва в Бухарския поход като офицер в 5-и Туркестански линеен батальон. Награден е със златно оръжие „За храброст“. След войната служи в 4-ти Туркестански линеен батальон. Повишен е във военно звание капитан.
За втори път напуска службата в Руската армия и се отдава на литературна и художествена дейност (1870). Създава първите художествени пощенски картички в Русия. Участва в експедиция на Руското географско дружество по река Амударя. Рисунките от експедицията, му спечелват популярност. Получава награди от географските изложения в Париж и Лондон. За пръв път ги публикува в списание „Всемирная енциклопедия“. Член на Руското Географско дружество.
През 80-те години на XIX век е командирован в Туркестан по темата Похода в Хива и Бухара. Светът на художествените му творби са източните покрайнини на Руската империя, природата на Средна Азия, азиатския човешки тип и Руската армия. Резултатът е серия от големи батални картини:
- Превземането на Ташкент
- Влизането на Руската армия в Самарканд
- Превземането на Махрама
- Хивинския поход и др.

Художествената сила в работите на Николай Каразин е в акварела и илюстрацията. Работите му се отличават с ефекта на светлината, яркия контраст, оригинална композиция и лекота в изпълнението. Член на Художествената академия от 1907 г. Присъдено му е почетното звание академик.
Литературните му произведения надхвърлят 20 тома. Най-известните му повести са:
- „На далеких окрайнах“
- „Погоня за наживой“
- „Двуногий волк“ и др.

По време на Сръбско-турската война (1876) и Руско-турската война (1877 – 1878) е военен кореспондент на списание „Нива". Публицистиката му е предимно с военна и етнографска тематика. Сътрудник на списание „Иллюстрированная хроника войны“. Рисува с молив, акварел и масло. Дава ясна картина на походния и боен живот на Руската армия на Балканския военен театър. Публикува военни илюстрации в най-добрите световни издания. Оставя огромен брой скици, ескизи, винетки и походен дневник озаглавен „Дунай в огне“. Типография П. Сойкина, Санкт Петербург, 1905.